# Frisland

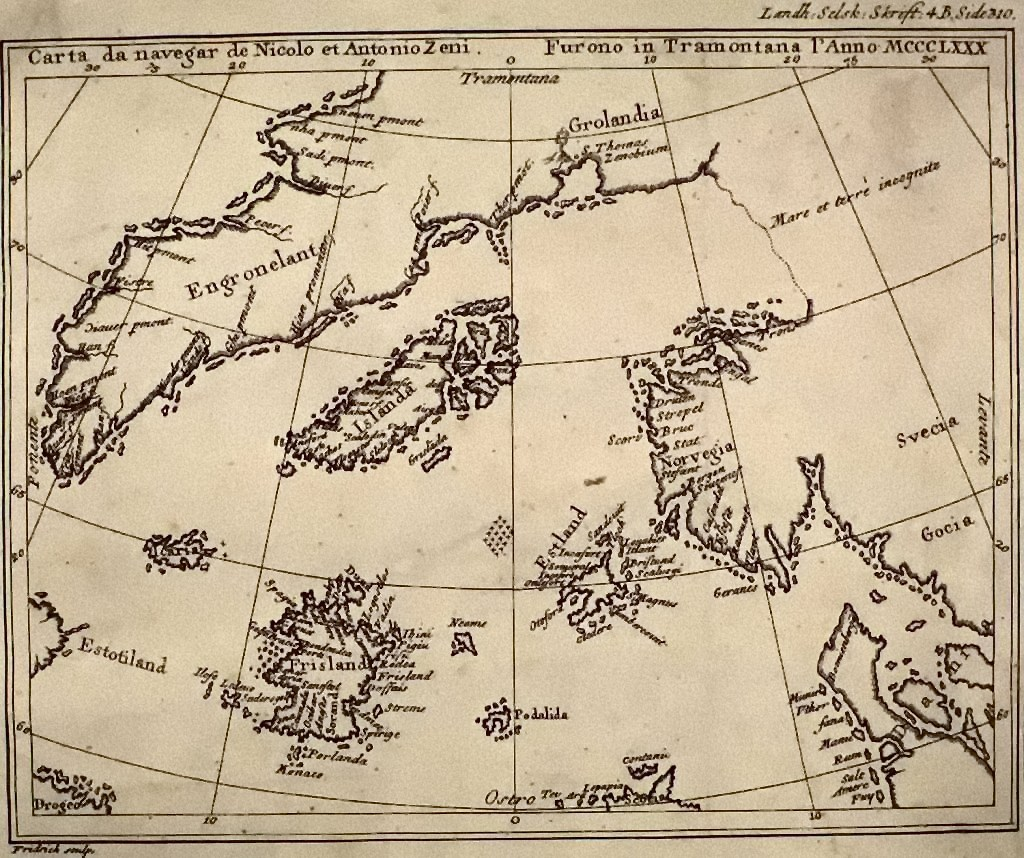
Zenos karta från 1558.

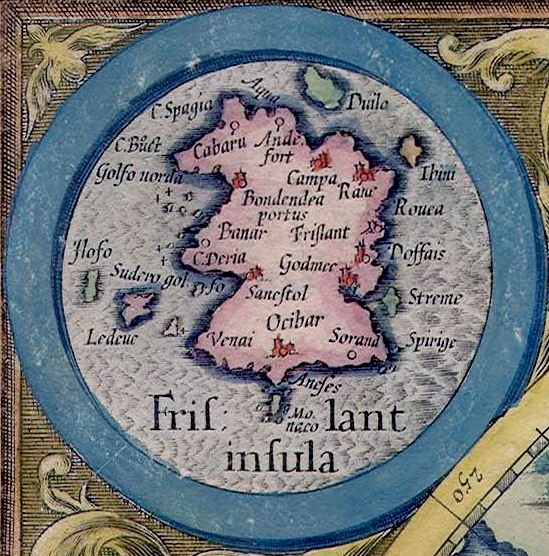
Frisland på Mercators arktiska karta (1623)

Frisland är en fantomö i norra Atlanten (även känd som Frischlant, Friesland, Freezeland, Frislandia, och Fixland). Ön finns representerad på de flesta kartor över Nordatlanten mellan 1558 och 1650, men det har bekräftats att den inte existerar i verkligheten. Frisland har sitt ursprung i reseskildringen av Nicolò Zeno, publicerad 1558.